# Campeonato Uruguaio de Futebol de 1959 – Segunda Divisão
O Campeonato Uruguaio de Segunda Divisão de 1959, também conhecido oficialmente como Campeonato Uruguayo de Primera División "B" de 1959 ou simplesmente como Primera "B" de 1959, foi a décima oitava edição do torneio de segundo nível do futebol profissional do Uruguai. O Fénix conquistou seu segundo título da categoria, garantindo o retorno à primeira divisão, enquanto o Mar de Fondo foi rebaixado para a terceira divisão pelo sistema de promedios.

## Regulamento
O torneio seguiu o formato tradicional de pontos corridos com oito equipes. Cada clube enfrentou os demais três vezes (turno, returno e turno extra), totalizando 21 rodadas. O sistema de pontuação atribuía:
- 2 pontos por vitória
- 1 ponto por empate
- 0 pontos por derrota

O acesso foi decidido por:
- Promoção automática: O campeão (1º colocado) ascendeu diretamente à primeira divisão do Campeonato Uruguaio de 1960.[1]

O rebaixamento utilizou o critério de promedios (média de desempenho em duas temporadas):
- Para clubes presentes em 1958 e 1959: média aritmética dos pontos nestes anos
- Para casos especiais:
  - Fénix (rebaixado em 1958): apenas pontuação de 1959
  - Mar de Fondo (promovido em 1958): apenas pontuação de 1959

O lanterna no promedio foi rebaixado à terceira divisão.

## Participantes
- Canillitas, Central, Colón, Progreso, River Plate e Uruguay Montevideo: Permaneceram da temporada anterior.[1]
- Fénix: Rebaixado da primeira divisão do Campeonato Uruguaio em 1958.[1]
- Mar de Fondo: Promovido da terceira divisão de 1958.[1]

## Classificação Final
O Fénix conquistou seu segundo título da Segunda Divisão Profissional Uruguaia em 1959 com uma campanha dominante, somando 34 pontos em 21 jogos (16 vitórias, 2 empates e apenas 3 derrotas), terminando com uma vantagem de 10 pontos sobre o vice-campeão Colón.
| #  | Equipe             | PTS | J  | V  | E | D  | GP | GC | SG  | Resultado final |
| -- | ------------------ | --- | -- | -- | - | -- | -- | -- | --- | --------------- |
| 1º | Fénix              | 34  | 21 | 16 | 2 | 3  | 45 | 21 | 24  | CAMPEÃO         |
| 2º | Colón              | 24  | 21 | 9  | 6 | 6  | 43 | 37 | 6   |                 |
| 3º | Central            | 23  | 21 | 8  | 7 | 6  | 37 | 32 | 5   |                 |
| 4º | River Plate        | 19  | 21 | 6  | 7 | 8  | 38 | 38 | 0   |                 |
| 5º | Progreso           | 18  | 21 | 7  | 4 | 10 | 36 | 39 | −3  |                 |
| 6º | Canillitas         | 17  | 21 | 5  | 7 | 9  | 23 | 34 | −11 |                 |
| 7º | Uruguay Montevideo | 17  | 21 | 7  | 3 | 11 | 21 | 37 | −16 |                 |
| 8º | Mar de Fondo       | 16  | 21 | 5  | 6 | 10 | 31 | 36 | −5  |                 |

| Fonte: Segunda División Profesional (em castelhano) |

### Médias de rebaixamento (1958–1959)
O Mar de Fondo sofreu o rebaixamento à Terceira Divisão Uruguaia ao terminar na última posição no sistema de promedios (média de pontos) entre as temporadas de 1958 e 1959.
| #  | Equipe             | Promedio | Resultado final |
| -- | ------------------ | -------- | --------------- |
| 1º | Fénix              | 34.0     |                 |
| 2º | Central            | 21.5     |                 |
| 3º | Colón              | 21.0     |                 |
| 4º | Canillitas         | 19.0     |                 |
| 5º | River Plate        | 19.0     |                 |
| 6º | Progreso           | 18.0     |                 |
| 7º | Uruguay Montevideo | 17.5     |                 |
| 8º | Mar de Fondo       | 16.0     | Rebaixado       |

| Fonte: Segunda División Profesional (em castelhano) |

## Estatísticas

### Artilharia
- Jorge Campanella (Fénix) — 15 gols.[7]